# Gedeon (Charon)
Gedeon, imię świeckie Jurij Samuiłowicz Charon (ur. 10 czerwca 1960 w Odessie) – biskup Ukraińskiego Kościoła Prawosławnego Patriarchatu Moskiewskiego.

## Życiorys
Pochodzi z rodziny robotniczej z Odessy o greckich korzeniach. Po ukończeniu szkoły średniej pracował w fabryce Priessmasz, równocześnie był sługą cerkiewnym w cerkwi Narodzenia Matki Bożej w Usatowem. Po odbyciu zasadniczej służby wojskowej w latach 1979–1982 został psalmistą w soborze Świętych Piotra i Pawła w Woroszyłowgradzie. W 1987 r. metropolita kurski Juwenaliusz dokonał jego postrzyżyn mniszych i wyświęcił go na hierodiakona. W roku następnym podjął służbę w soborze Ikony Matki Bożej „Znak” w Omsku.
W 1991 r. został skierowany do służby duszpasterskiej w San Francisco, gdzie kierował Rosyjskim Domem Miłosierdzia i parafią Opieki Matki Bożej. W USA służył także w cerkwi św. Włodzimierza w Santa Barbara oraz kierował monasterem św. Jana z Szanghaju i San Francisco w San Francisco. Uzyskał obywatelstwo Stanów Zjednoczonych, posiadał również obywatelstwo rosyjskie. W 1999 r. przybył na Ukrainę i podjął pracę duszpasterską w cerkwi św. Eliasza w Kijowie. Sześć lat później powierzono mu kierowanie parafią przy cerkwi Narodzenia Matki Bożej w Kijowie, którą Ukraiński Kościół Prawosławny Patriarchatu Moskiewskiego wzniósł w sąsiedztwie fundamentów historycznej cerkwi Dziesięcinnej. W 2009 r. został ogłoszony przełożonym monasteru, który miał działać przy tej świątyni, chociaż Ukraiński Kościół Prawosławny w rzeczywistości nie zarejestrował takiej wspólnoty.
W 2018 r. został nominowany na biskupa makarowskiego, wikariusza eparchii kijowskiej. Jego chirotonia biskupia odbyła się 18 czerwca tego samego roku w cerkwi Narodzenia Matki Bożej w kijowskim rejonie hołosijiwskim, pod przewodnictwem metropolity kijowskiego i całej Ukrainy Onufrego.
14 lutego 2019 r. biskup został zatrzymany na lotnisku Kijów-Boryspol, gdy powracał ze Stanów Zjednoczonych, pozbawiony ukraińskiego paszportu i deportowany. Jako uzasadnienie podano podejrzenie o posiadanie podwójnego obywatelstwa (obok ukraińskiego także amerykańskiego) oraz wspieranie rosyjskiej agresji przeciwko Ukrainie. Jednak w styczniu 2020 r. wyrokiem sądowym przywrócono hierarsze obywatelstwo ukraińskie.
20 marca 2023 r. Święty Synod Ukraińskiego Kościoła Prawosławnego przeniósł go w stan spoczynku, podając jako przyczynę tej decyzji jego zły stan zdrowia. W tym samym roku biskup przebywał już w Rosji.